# فلوئوروزیس استخوانی

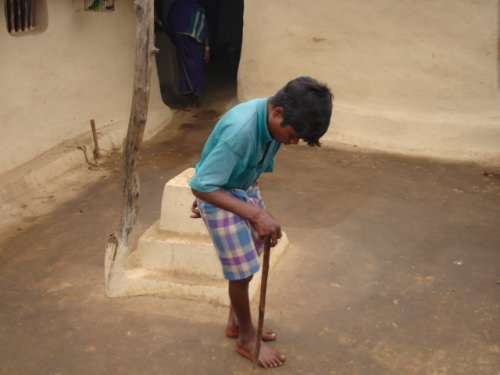
بیمار فلوئوروزیس در شهر صنعتی رایگار، هند

فلوئوروزیس استخوانی نوعی بیماری استخوانی است که در اثر جذب مقادیر زیاد فلوراید به وجود می‌آید. این بیماری در کشورهایی که مقادیر فلوراید موجود در آب بیش از حد طبیعی (حدود یک واحد درمیلیون) می‌باشد به وجود می‌آید. هم‌اکنون این بیماری به‌طور گسترده در کشورهای هند و چین وجود دارد. مطابق آمار سازمان بهداشت جهانی این بیماری در حدود ۲۵ کشور آندمیک می‌باشد.
این بیماری در مراحل خفیف بدون علامت و فقط به صورت افزایش تراکم استخوانی در تصاویر رادیوگرافیک مشاهده می‌شود ولی در فرم‌های شدید تر با درد و سختی حرکات مفاصل همراه است. در نوع بسیار شدید آن با محدودیت‌های حرکتی بسیار و عوارض نورولوژیک نیز همراه است.